# 대한민국 제헌 국회 의장단 선거
제헌 국회 의장단 선거는 1948년 5월 31일 실시되었다.
선거 결과 이승만 대한독립촉성국민회 의원이 국회의장에, 신익희 대한독립촉성국민회 의원과 김동원 한국민주당 의원이 국회부의장에 선출되었다.

## 배경
5·10 국회의원 총선거 결과 무소속이 85명, 대한독립촉성국민회가 54명, 한국민주당이 30명, 대동청년단이 13명, 기타 정당이 16명의 당선자를 낸 것으로 나타났다. 그러나 무소속 당선자 중 상당수는 한국독립당 출신의 인사들이었으므로, 사실상 대한독립촉성국민회과 한국민주당, 한국독립당계 무소속 등 3개 파벌이 정립하는 형국이 되었다.
제헌 국회의원 당선자들은 5월 27일 국회의사당에 모여 정식 회의에 대비한 예비회의를 가졌다. 우선 임시의장 선거를 한 결과 총투표수 141표 중 이승만 119표, 신익희 13표, 김동원 3표, 김약수 1표, 이청천 1표, 김도연 1표, 이윤영 1표, 백관수 1표, 무효 1표 등으로 이승만 당선자가 임시의장에 선출되었다. 이 날 예비회의에서 당선자들은 정식으로 국회법과 국회 규칙이 제정되기 전까지 시행될 임시 준칙을 작성하고 5월 31일 공식 회의에서 이를 통과시키기로 하였다. 이 임시 준칙은 국회의장과 국회부의장을 1명씩 선출하고, 투표 방식은 단기명, 무기명 투표로 하되 1차 투표에서 과반을 득표한 의원이 없으면 최고득표자 2인에 대하여 결선 투표를 실시토록 하였다. 그러나 5월 31일 공식 회의에서 국회는 국회의장을 1명, 국회부의장을 2명 선출하도록 준칙을 개정하였다.
1948년 5월 31일 오전 10시 경 개회한 제헌 국회는 노진설 국회선거위원장의 추천으로 임시의장이 된 이승만 의원의 사회 하에 5월 27일 예비회의에서 결의된 임시 준칙을 약간의 수정과 함께 통과시켰다. 따라서 국회는 곧바로 임시 준칙에 규정된 국회의장 및 국회부의장 선거에 곧바로 돌입하게 되었다.

## 선거 결과

### 국회의장 선거
서울특별시 동대문구 갑 지역구의 이승만 대한독립촉성국민회 의원이 당선되었다.
| 후보     | 소속               | 득표 | %    | 비고 |
| -------- | ------------------ | ---- | ---- | ---- |
| 이승만   | 대한독립촉성국민회 | 188  | 95.4 | 당선 |
| 이청천   | 대동청년단         | 4    | 2.0  |      |
| 김약수   | 조선공화당         | 2    | 1.0  |      |
| 신익희   | 대한독립촉성국민회 | 2    | 1.0  |      |
| 이윤영   | 조선민주당         | 1    | 0.5  |      |
| 기권     | 기권               | 0    | -    |      |
| 무효     | 무효               | 0    | -    |      |
| 총투표수 | 총투표수           | 197  | 100  |      |

### 제1차 국회부의장 선거
경기도 광주군 지역구의 신익희 대한독립촉성국민회 의원이 당선되었다.
| 후보     | 소속               | 1차 투표 | 1차 투표 | 결선 투표 | 결선 투표 | 비고 |
| 후보     | 소속               | 득표     | %        | 득표      | %         | 비고 |
| -------- | ------------------ | -------- | -------- | --------- | --------- | ---- |
| 신익희   | 대한독립촉성국민회 | 76       | 38.4     | 116       | 58.6      | 당선 |
| 김동원   | 한국민주당         | 69       | 34.8     | 80        | 40.4      |      |
| 이청천   | 대동청년단         | 34       | 17.2     | -         | -         |      |
| 이윤영   | 조선민주당         | 11       | 5.6      | -         | -         |      |
| 김약수   | 조선공화당         | 5        | 2.5      | -         | -         |      |
| 장면     | 무소속             | 2        | 1.0      | -         | -         |      |
| 이훈구   | 무소속             | 1        | 0.5      | -         | -         |      |
| 기권     | 기권               | 1        | 0.5      | 1         | 0.5       |      |
| 무효     | 무효               | 0        | -        | 1         | 0.5       |      |
| 총투표수 | 총투표수           | 198      | 100      | 198       | 100       |      |

### 제2차 국회부의장 선거
서울특별시 용산구 지역구의 김동원 한민당 의원이 당선되었다.
| 후보     | 소속       | 1차 투표 | 1차 투표 | 결선 투표 | 결선 투표 | 비고 |
| 후보     | 소속       | 득표     | %        | 득표      | %         | 비고 |
| -------- | ---------- | -------- | -------- | --------- | --------- | ---- |
| 김동원   | 한국민주당 | 77       | 38.9     | 101       | 51.0      | 당선 |
| 이청천   | 대동청년단 | 73       | 36.9     | 95        | 48.0      |      |
| 이윤영   | 조선민주당 | 38       | 19.2     | -         | -         |      |
| 김약수   | 조선공화당 | 6        | 3.0      | -         | -         |      |
| 이훈구   | 무소속     | 2        | 1.0      | -         | -         |      |
| 김준연   | 한국민주당 | 1        | 0.5      | -         | -         |      |
| 조봉암   | 무소속     | 1        | 0.5      | -         | -         |      |
| 기권     | 기권       | 0        | -        | 1         | 0.5       |      |
| 무효     | 무효       | 0        | -        | 1         | 0.5       |      |
| 총투표수 | 총투표수   | 198      | 100      | 198       | 100       |      |